# Kabinett Bjarni Benediktsson (2024 II)
Das Kabinett Bjarni Benediktsson (2024 II) war vom 17. Oktober bis 21. Dezember 2024 eine Übergangsregierung Islands unter Ministerpräsident Bjarni Benediktsson, die nach dem Bruch der Koalition des Kabinetts Bjarni Benediktsson (2024 I) gebildet wurde und die Geschäfte bis zur Bildung einer neuen Regierung nach der vorgezogenen Parlamentswahl vom 30. November 2024 führte. Die Übergangsregierung setzte sich aus Vertretern der liberal-konservativen Unabhängigkeitspartei und der Fortschrittspartei, einer nordischen Agrarpartei, zusammen. Der dritte Koalitionspartner in der vorangegangenen Regierung, die Links-Grüne Bewegung, hat eine Beteiligung abgelehnt. Abgelöst wurde die Regierung durch das Kabinett Kristrún Frostadóttir.

## Geschichte
Am 13. Oktober 2024 gab Ministerpräsident Bjarni Benediktsson das Ende der bisherigen Koalition bekannt. Die isländische Staatspräsidentin Halla Tómasdóttir stimmte seinem Antrag auf Entlassung der Regierung und Auflösung des Parlaments am 15. Oktober zu. Svandís Svavarsdóttir, die neu gewählte Vorsitzende der Links-Grünen Bewegung, erklärte, dass die Vertreter ihrer Partei in der bisherigen Regierung bis zur Neuwahl gewöhnliche Parlamentarier sein werden. Aufgrund des sofortigen Rückzugs der drei Minister der Links-Grünen Bewegung hat Bjarni Benediktsson für die Übergangsregierung zusätzlich zum Amt des Premierministers das Ministerium für Ernährung von Bjarkey Olsen Gunnarsdóttir und das Ministerium für Soziales und Arbeitsmarkt von Guðmundur Ingi Guðbrandsson übernommen. Finanz- und Wirtschaftsminister Sigurður Ingi Jóhannsson erhielt das Infrastrukturministerium  (bisherige Ministerin Svandís Svavarsdóttir). In der Sitzung des Staatsrats vom 17. Oktober 2024 hat die Präsidentin diese Änderungen genehmigt.
Die Übergangsregierung wurde am 21. Dezember 2024 durch eine Koalitionsregierung der sozialdemokratischen Allianz sowie der Parteien Viðreisn und Flokkur fólksins unter Ministerpräsidentin Kristrún Frostadóttir abgelöst.

## Regierungsmitglieder
| Ressort                                          | Minister                      | Zeitraum                                                 | Partei                | Anmerkung                                                            |
| ------------------------------------------------ | ----------------------------- | -------------------------------------------------------- | --------------------- | -------------------------------------------------------------------- |
| Premierminister                                  | Bjarni Benediktsson           | seit 17. Oktober 2024 (9. April 2024)                    | Unabhängigkeitspartei | Vorsitzender der Unabhängigkeitspartei                               |
| Finanzen und Wirtschaft                          | Sigurður Ingi Jóhannsson      | seit 17. Oktober 2024 (9. April 2024)                    | Fortschrittspartei    | Vorsitzender der Fortschrittspartei                                  |
| Infrastruktur                                    | Sigurður Ingi Jóhannsson      | seit 17. Oktober 2024                                    | Fortschrittspartei    |                                                                      |
| Gesundheit                                       | Willum Þór Þórsson            | seit 17. Oktober 2024 (9. April 2024, 28. November 2021) | Fortschrittspartei    |                                                                      |
| Justiz                                           | Guðrún Hafsteinsdóttir        | 17. Oktober 2024 (9. April 2024, 19. Juni 2023)          | Unabhängigkeitspartei |                                                                      |
| Handel und Kultur                                | Lilja Dögg Alfreðsdóttir      | seit 17. Oktober 2024 (9. April 2024, 28. November 2021) | Fortschrittspartei    |                                                                      |
| Umwelt, Energie und Klima                        | Guðlaugur Þór Þórðarson       | seit 17. Oktober 2024 (9. April 2024, 28. November 2021) | Unabhängigkeitspartei |                                                                      |
| Auswärtiges                                      | Þórdís Kolbrún R. Gylfadóttir | seit 17. Oktober 2024 (9. April 2024)                    | Unabhängigkeitspartei | Zuvor bereits vom 28. November 2021 – 14. Oktober 2023 in diesem Amt |
| Bildungs- und Kinderbelange                      | Ásmundur Einar Daðason        | seit 17. Oktober 2024 (9. April 2024, 28. November 2021) | Fortschrittspartei    |                                                                      |
| Hochschulbildung, Industrie und Innovation       | Áslaug Arna Sigurbjörnsdóttir | seit 17. Oktober 2024 (9. April 2024, 28. November 2021) | Unabhängigkeitspartei |                                                                      |
| Ernährung                                        | Bjarni Benediktsson           | seit 17. Oktober 2024                                    | Unabhängigkeitspartei |                                                                      |
| Soziales und Arbeitsmarkt, Nordische Kooperation | Bjarni Benediktsson           | seit 17. Oktober 2024                                    | Unabhängigkeitspartei |                                                                      |